# Пущин, Николай Николаевич
Николай Николаевич Пущин (1792—1848) — генерал-лейтенант, начальник Дворянского полка.

## Биография
Родился 9 мая 1792 года, происходил из дворян Псковской губернии, сын секунд-майора Николая Ивановича Пущина.
Образование получил в Пажеском корпусе, откуда выпущен 14 декабря 1811 года прапорщиком в лейб-гвардии Литовский (вскорости переименованном в лейб-гвардии Московский) полк и в его рядах принимал участие в Отечественной войне; раненый при Бородине пулей в левую ногу навылет, он 19 декабря 1812 года получил золотую шпагу с надписью «За храбрость».
В Заграничном походе 1813 года Пущин был в делах при Люцене, Бауцене, Дрездене, Диппольдт-Вальде, Кульме и Лейпциге и за участие в войне с французами был награждён серебряной медалью и 5 декабря 1816 года — прусским орденом «Pour le mérite».
7 декабря 1817 года из батальона, стоявшего в Варшаве, был сформирован новый лейб-гвардии Литовский полк, в котором поручик Пущин и продолжал свою дальнейшую службу, 9 апреля 1822 года получив чин капитана.
Люди, знавшие его в Варшаве, свидетельствуют, что это был человек, выдающийся из офицерской среды того времени по уму и серьёзному, многостороннему образованию, которому он был обязан исключительно себе (он говорил на нескольких языках: немецком, французском, английском, итальянском); его квартира была местом собраний офицеров; стойкость и благородство его правил не допускали ни малейшей уступчивости там, где дело касалось справедливости; великий князь Константин Павлович любил и уважал Пущина, и это оказало большес влияние на его судьбу. Сильного шума наделал эпизод исключения из своей среды, под влиянием Пущина, командовавшего тогда 2-й гренадерской ротой, офицерами лейб-гвардии Литовского полка двух капитанов; великий князь был против этого и, призвав к себе ротных командиров, назвал их сплетниками; «Вы оскорбляете мундир, который сами носите, Ваше Высочество, — заявил Пущин, — закон не даёт вам право ругать нас». За эти слова цесаревич велел судить Пущина в 24 часа военным судом, но единодушный протест всех капитанов, заявивших себя участниками его возражений, побудил великого князя разорвать приговор со словами: «Я хочу с Пущиным помириться; всё забыто».
Через год Пущин снова навлёк на себя неудовольствие Константина Павловича. Когда однажды нетерпимый сослуживцами полковник Варпаховский на ученье грубо обошёлся с штабс-капитаном Габбе, возмущенный Пущин обещал его «проучить» и погрозил ему кулаком. Варпаховский подал рапорт великому князю, который, позвав Пущина к себе, убеждал его извиниться, но примирение не состоялось; Константин Павлович вторично призвал к себе Пущина, стал ему выговаривать, а затем, схватив за желтые отвороты, вырвал их и сказал: «ты недостоин их носить». Трудно сказать, что произошло с Пущиным: он начал срывать с себя офицерские принадлежности и заявил, что не хочет служить вместе с великим князем, после чего был арестован; в Санкт-Петербург был послан курьер с донесением императору Александру I; затем, пожалев Пущина, цесаревич послал другого курьера с объяснениями, что виноват он сам, но было уже поздно: Государь прочёл донесение.
Решив разделить участь Пущина, все офицеры Литовского полка подали рапорты об отставке; великий князь, призвав их, сказал, что они употребляют чересчур сильные средства для спасения товарища, которого он всегда любил и любит не менее их; «даю вам слово, — сказал он, — просить у Государя моей 30-летней службой о его помиловании». Государь, однако, отказал в просьбе Цесаревичу, велел произвести у Пущина обыск и судить его по всей строгости законов. В бумагах его нашли брошюрку против правительства и резкий отзыв о Константине Павловиче, что послужило поводом к обвинению его в неблагонадежности.
Приговором суда Пущин был осуждён к расстрелу, и только благодаря усиленному ходатайству великого князя наказание приказом от 17 марта 1823 года было ограничено разжалованием в рядовые без выслуги, с лишением дворянства и орденов; он был зачислен нижним чином в армейский Литовский пехотный полк, стоявший в городе Лиде.
Прибыв сюда, Пущин отпустил своего служителя в деревню, жил в общей казарме, отказавшись от предложения офицеров поселиться с ними, и нёс все обязанности рядового. На смотру 24-й пехотной дивизии, Константин Павлович подъехал к ряду, где стоял Пущин, слез с коня и, взяв его под руку, вывел перед полк и сказал своей свите: «Господа, Николай Николаевич Пущин был примерным офицером всей русской армии, а теперь он образец солдата — я горжусь иметь под своим начальством столь достойного сослуживца», после чего поцеловал его несколько раз.
В сентябре 1823 года император делал смотр войскам под Брестом; «Я так всем доволен, — сказал он по окончании смотра Цесаревичу, — что не знаю, что сделать для тебя», но, предугадывая просьбу великого князя, добавил: «проси всего, кроме помилования Пущина». Тогда, по словам очевидцев, Константин Павлович упал перед императором на колени. Государю это крайне не понравилось, но он простил Пущина, которому 18 сентября 1823 года был возвращен прежний чин капитана армейского Литовского пехотного полка. Переведённый Высочайшим приказом с чином капитана в лейб-гвардии Литовский полк 28 января 1826 года, он 29 октября 1828 года получил чин полковника, а 23 июня 1830 года — бриллиантовый перстень по случаю рождения у него сына Павла, восприемником которого от купели был император, Николай Павлович.
После начала в ноябре 1830 года польского восстания Пущин, по распоряжению великого князя, был 3 февраля 1831 года назначен временным военным комендантом города Седльца; при нападении на город мятежников он быстро сформировал из выздоровевших офицеров и нижних чинов местного госпиталя вполне вооруженный батальон и командовал им в сражении при Игане. Превосходные силы поляков оттеснили седлецкий отряд генерала Герштенцвейга к Мендзыржецу; здесь Пущин, быстро приведя в оборонительное состояние укрепления города, деятельными мерами способствовал скорому вывозу казённого имущества и магазинов; командуя сначала пехотой отряда, а потом и всем отрядом (4 бататальона, 4 орудия, 1 сотня), он неусыпно наблюдал за неприятелем и составлял авангард генерала Розена.
20 июля Главнокомандующий назначил его, как известного своей энергией н деятельностью офицера, комендантом Ломжи, представлявшей важный стратегический пункт, где Пущин и находился до подавления восстания, после чего вернулся в свой полк.
За усмирение поляков он получил орден св. Анны 2-й степени (8 июля 1832 года) и польский знак отличия за военные достоинства 3-й степени.
Назначенный 11 февраля 1834 года командиром Вологодского пехотного полка, Пущин получил 8 марта должность командира Дворянского полка. Желая преобразовать Дворянский полк в учебное заведение, которое стало бы в уровень с прочими корпусами, великий князь Михаил Павлович искал энергичного человека с твердым характером, и выбор его пал на Пущина. Без подготовленных помощников он через четыре года переродил Дворянский полк, достигнув этого, правда, крайне строгими мерами. 1 августа 1836 года Пущин был произведён в генерал-майоры и 6 декабря того же года за беспорочную выслугу 25 лет в офицерских чинах награждён орденом св. Георгия 4-й степени (№ 5354 по кавалерскому списку Григоровича — Степанова).
19 января 1838 года император Николай I посетил полк и не мог его узнать; Пущину было объявлено особенное Монаршее благоволение «за значительный успех в образовании и устройстве полка».
«Об этой замечательной личности существовало два совершенно противоположных мнения, — говорит П. П. Карцов (бывший воспитанник Дворянского полка), — одни считали его деспотом и грубым человеком, другие находили в нем лучшие качества»; многие воспитанники питали к нему впоследствии глубокое уважение. Однажды на репетиции майского парада великий князь Михаил Павлович остался недоволен учением Дворянского полка и сказал Пущину: «вы, кажется, сами прошли хорошую школу, а служить не умеете». После репетиции Пущин подверг кадет экзекуции, на которой один из них едва не был засечен и вскоре должен был выйти в гражданскую службу. Этот случай через императрицу дошёл до императора Николая I и сгубил Пущина, хотя он ещё целый год командовал Дворянским полком.
Вскоре из-за новой экзекуции между кадетами произошел бунт, результатом которого была ссылка семерых на Кавказ юнкерами. На Пасху все служащие военно-учебных заведений явились поздравить великого князя Михаила Павловича; христосуясь со всеми, великий князь дошел до Пущина и сказал: «ты болен… надо непременно лечиться, ехать куда-нибудь, — на воды, что ли». В 1847 году Пущин действительно сдал полк и уехал за границу, долго лечился и там ослеп. В начале 1848 года он был произведён в генерал-лейтенанты, а 9 июня умер. Похоронен на Смоленском кладбище в Санкт-Петербурге вместе в женой, сыном Михаилом и дочерью Ольгой.

## Семья

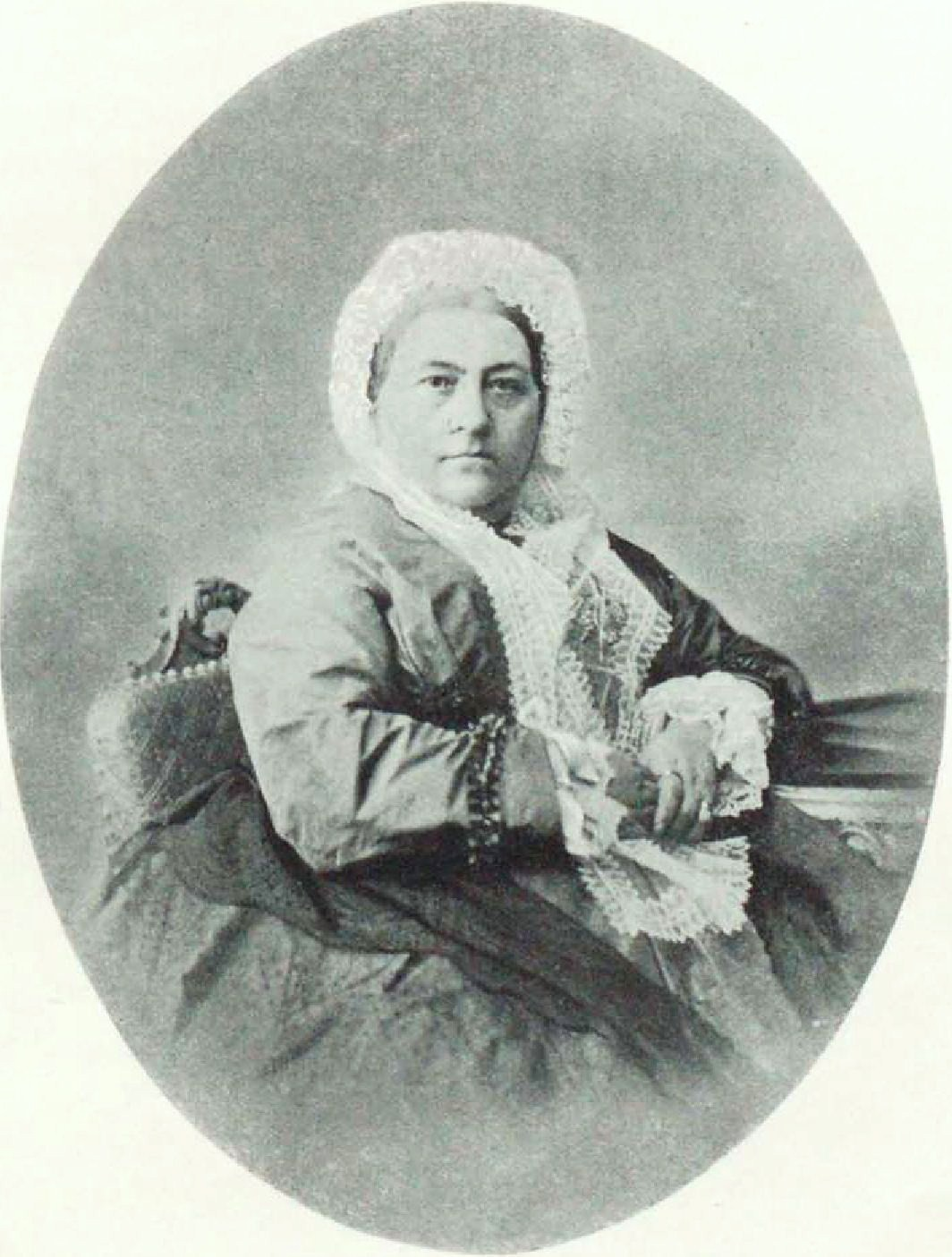
Эмилия Антоновна, жена

Брат Николая Николаевича, Иван Николаевич, служил по кавалерии и тоже был генерал-лейтенантом.
Николай Николаевич Пущин был женат на дворянке Эмилии Антоновне Гржимайло (1801—1882), которая после его смерти была назначена начальницей Санкт-Петербургского женского патриотического института. С 1877 года — кавалерственная дама ордена Св. Екатерины (меньшого креста).
Дочери Софья Николаевна Голицына (1827—1876) и Елизавета Николаевна Клингенберг (1829—1898) были начальницами петербургского Елизаветинского училища.
Кроме них родились ещё 5 дочерей (Надежда, Вера, Александра, Ольга, Любовь) и сын Михаил (1842—1878) — был женат на дочери генерала Аполлона Серебрякова Софье Аполлоновне, командовал Киевским гренадерским полком, заболел и умер 10 мая 1878 года на Балканах во время русско-турецкой войны.